# Big-bang
El big-bang o gran explosió és el model cosmològic de l'Univers que considera que aquest s'ha expandit fins al seu estat actual a partir d'una condició primigènia en la qual existien unes condicions d'una infinita densitat i temperatura.

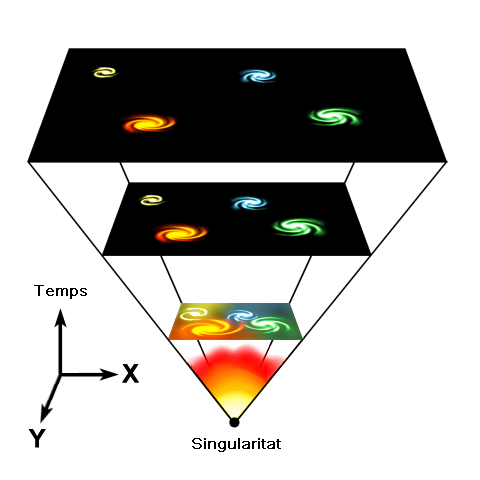
D'acord amb la teoria del big-bang, l'Univers fou originat per una singularitat d'infinita densitat. L'espai s'ha anat expandint al llarg del temps i els objectes s'han anat situant cada cop més lluny els uns dels altres

Aquesta paraula que designa el principi de la dilatació i l'expansió de l'Univers, comparada abusivament amb una explosió, fou proposada per primera vegada, de manera bastant desdenyosa, pel físic anglès Fred Hoyle en un programa de ràdio de la BBC, The Nature of Things ('La natura de les coses'), el text del qual fou publicat el 1950. Hoyle no explicava la teoria, sinó que se'n reia del concepte, car ell en proposava una altra, avui abandonada, la teoria de l'estat estacionari, segons la qual l'Univers no hauria conegut una etapa densa i calenta. Malgrat el menyspreu original, aquesta expressió ha perdut la seva connotació pejorativa i irònica i ha esdevingut un nom científic i vulgaritzat de l'època en què va aparèixer l'Univers que coneixem. És un model dins de la teoria de la relativitat general que descriu el desenvolupament de l'Univers primerenc. També es parla de big-bang en un sentit més concret, per descriure la bola de foc gegant que va esclatar, en una explosió gegantina, a l'inici de la història del nostre espaitemps. Per tant, el terme big-bang s'utilitza tant per a referir-se específicament al moment en què es va encetar l'expansió observable de l'Univers, quantificada en la llei de Hubble-Lemaître, com en un significat més general per a referir-se al paradigma cosmològic que explica l'origen i l'evolució del mateix univers.
El suport teòric per al big-bang prové d'uns models matemàtics, l'anomenada mètrica FLRW o models de Friedmann, que mostren que un fenomen com el big-bang és coherent amb la teoria general de la relativitat i amb el principi cosmològic, que manifesta que les propietats de l'Univers haurien de ser independents de la posició o de l'orientació.
Les proves observades que confirmen la teoria inclouen l'anàlisi de l'espectre de llum de les galàxies, que mostren un desplaçament cap a longituds d'ona més llargues en proporció a la distància de cada galàxia i en una relació descrita per la llei de Hubble-Lemaître.
Si aquestes proves s'afegeixen a la que es desprèn del principi de Copèrnic, que considera que observadors situats en qualsevol lloc de l'Univers poden fer observacions similars, permet afirmar que l'espai s'està expandint. Una altra prova encara més important prové del descobriment, l'any 1964, de la radiació còsmica de fons o fons còsmic de microones.
Aquest fenomen s'havia pronosticat com una relíquia del procés en què el plasma ionitzat calent de l'Univers primigeni es refredava de manera suficient per a formar hidrogen neutre i fer possible que l'espai fos transparent a la llum, i aquesta descoberta ha afavorit que entre els físics s'accepti de manera general que el big-bang és el millor model per a explicar l'origen i l'evolució de l'Univers. Altres dades que també en donen suport provenen de la proporció relativa d'elements químics lleugers existents a l'Univers; la sorprenent coincidència entre els valors predits i les abundàncies d'aquests elements inferides a partir de les observacions es pot considerar un complet èxit de la teoria de la nucleosíntesi del big-bang.

## Big-bang o estat estacionari
La demostració de l'expansió de l'Univers per Edwin Hubble prova que aquest no és estàtic. En els primers temps, la teoria de l'estat estacionari fou la més popular, si bé el fenomen de la creació de matèria no estava justificada per consideracions físiques per la consideració que l'Univers és etern, sense conflicte entre l'edat de l'Univers i l'edat d'un objecte celeste qualsevol. Dins la hipòtesi del big-bang, l'Univers té una edat finita. Alguns mètodes de datació de la Terra indicaven que era més vella que l'edat de l'Univers estimat a partir de la seva taxa d'expansió. Els models del tipus big-bang tenien dificultats per causa d'aquestes observacions. Aquestes dificultats desaparegueren amb una nova avaluació més precisa de la taxa d'expansió de l'Univers.

## Història

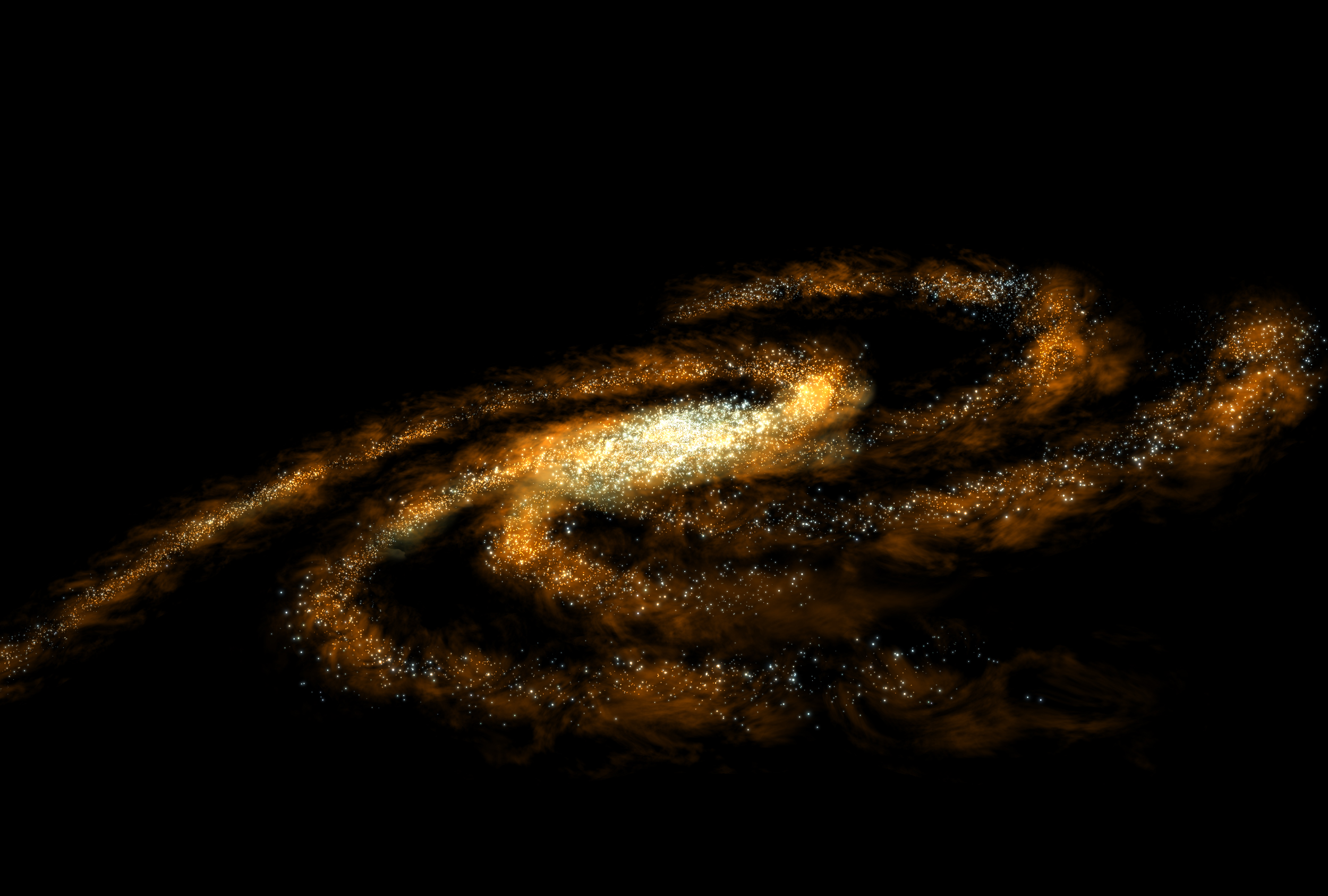
Dibuix de la Via Làctia

Vegeu també: Cronologia de la cosmologia i Història de l'astronomia
La teoria del big-bang es desenvolupa a partir de les observacions en l'estructura de l'Univers i a partir dels avenços teòrics. El 1912, el nord-americà Vesto Slipher va mesurar el primer efecte Doppler d'una "nebulosa espiral", i aviat van descobrir que gairebé totes les nebuloses espirals s'allunyaven de la Terra. No s'adonaren que aquestes suposades nebuloses eren en realitat galàxies espirals més allunyades de la Via Làctia. Ni tampoc entenien les implicacions cosmològiques d'aquella observació, ja que en aquella època existia una controvèrsia important sobre si aquelles nebuloses eren «universos illa» més llunyans que la Via Làctia.
A la primera meitat del segle xx, la teoria de la relativitat d'Albert Einstein no admetia solucions estàtiques, que era un resultat que el mateix Einstein va considerar erroni, corregint-lo amb l'addició de la constant cosmològica. Va ser el 1922 quan el cosmòleg i matemàtic rus Alexander Friedmann va obtenir les equacions de Friedmann, aplicant formalment la relativitat a la cosmologia sense utilitzar la constant cosmològica. Les seves equacions descriuen l'Univers Friedman-Lemaître-Robertson-Walker, que pot expandir-se i contreure's.
El 1924, Edwin Hubble calcula la gran distància que hi havia entre la nebulosa espiral més propera, que mostrava que aquests sistemes eren en efecte galàxies. Independentment de l'obtenció de les equacions de Friedmann, el 1927, el sacerdot belga catòlic romà Georges Lemaître va proposar que la recessió de les nebuloses era a causa de l'expansió de l'Univers. El mateix Lemaître l'any 1931 va anar més enllà afegint que l'Univers s'havia originat a partir d'un "àtom primigeni" simple, possiblement repetint les especulacions prèvies que proposaven l'existència d'un ou còsmic com a origen de l'Univers. Aquest àtom primigeni va ser posteriorment anomenat big-bang.
Hubble va començar el 1924 a desenvolupar de manera molt laboriosa una sèrie d'indicadors de distància, i fou el precursor de l'escala de distàncies còsmiques, utilitzant el telescopi de 100 polzades (2.500 mm) de Hooker de l'observatori de Mount Wilson. Així, va poder estimar la distància que hi havia entre les diferents galàxies, encara que ja havien sigut mesurades mitjançant el desplaçament cap al roig, principalment per Slipher. L'any 1929, Hubble va descobrir la correlació entre la distància i la velocitat de recessió, actualment coneguda com la llei de Hubble-Lemaître. Lemaître proposà el principi cosmològic.

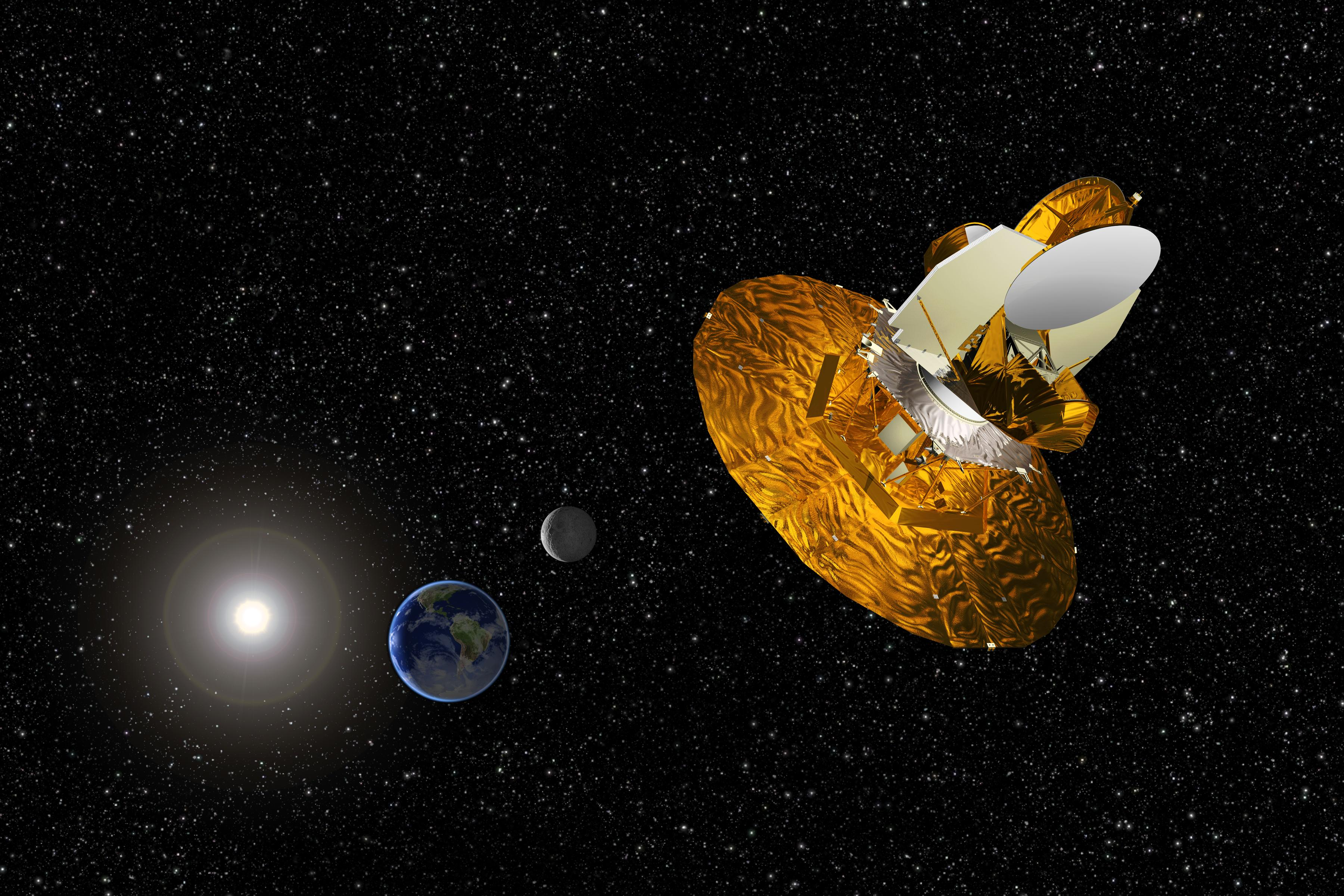
Descripció artística del satèl·lit WMAP. Recull dades que ajuden els científics a la comprensió del big-bang

Durant els anys 1930, es van proposar altres idees, com poden ser les cosmologies no estàndards, per explicar les observacions de Hubble, incloent-hi el model de Milne amb l'univers oscil·lant. L'univers oscil·latori va ser originalment proposat per Friedmann, però defensat per Einstein i Richard Tolman. Fritz Zwicky també proposà la hipòtesi de la llum cansada.
Després de la Segona Guerra Mundial, emergeixen dues possibilitats diferents. L'una va ser la teoria de l'estat estacionari de Fred Hoyle, en què a mesura que l'Univers s'expandeix es crea nova matèria. En aquest model, l'Univers és aproximadament el mateix al llarg del temps. L'altra va ser la teoria del big-bang de Lemaître. Aquesta va conèixer una evolució important a partir dels anys 1930. Físics com Robert Herman, Ralph Alpher i George Gamow va posar en evidència les implicacions del fet que, en un espai en expansió, la matèria es dilueix i inevitablement es refreda. Així, retrocedint en el temps, l'Univers devia estar en un estat molt dens i calent. Aquests físics, va introduir la nucleosíntesi primordial del big-bang, és a dir, que els elements atòmics més lleugers (hidrogen, deuteri, heli i liti) no podien existir en l'Univers primordial i s'havien d'haver sintetitzat en els primers minuts de la història còsmica. Finalment, els seus associats, Ralph Alpher i Robert Herman, van pronosticar la radiació còsmica de fons (RCF). És irònic que fos Hoyle qui encunyés el nom que havia sigut aplicat a la teoria de Lemaître, referint-se amb el terme d'"aquesta idea del big-bang" durant una emissió de ràdio per la BBC l'any 1950. Durant un curt temps, el suport estava dividit entre aquestes dues teories. Finalment, les proves observacionals es van fer importants, particularment amb el descobriment de les fonts de ràdio, i començà a afavorir-ne l'última. El descobriment de la radiació còsmica de fons el 1964 va assegurar el big-bang com la millor teoria per a explicar l'origen i l'evolució del cosmos. Molta de la feina actual en cosmologia inclou l'enteniment de com es formen les galàxies en el context del big-bang, entenent la física de l'Univers "a l'inici dels temps", i reprenent les observacions amb la teoria bàsica.
Els passos de gegant que s'han fet en la cosmologia del big-bang des dels anys 1990 són gràcies als grans avenços en la tecnologia dels telescopis, així com a l'anàlisi de dades copioses des de satèl·lits com el COBE, el telescopi espacial Hubble i el WMAP. Pràcticament, tots els treballs teòrics actuals en la cosmologia intenten estendre o matisar els elements de la teoria del big-bang. Molts dels treballs actuals en cosmologia inclouen una explicació de com es formen les galàxies en el context del big-bang, i analitzar les observacions amb la teoria bàsica. Els cosmòlegs, actualment, tenen una mesura bastant precisa de molts dels paràmetres del model del big-bang, i han fet la descoberta inesperada que diu que l'expansió de l'Univers està accelerant.

## Visió de conjunt
Si es fa una extrapolació de l'expansió de l'Univers basada en la relativitat general, ens trobem en el passat amb una densitat i una temperatura infinita en un temps finit. Hi ha un debat obert per posar-se d'acord en la mesura en què pot ser precisa aquesta extrapolació i naturalment, en el temps, que no és anterior a l'època de Planck. La primera fase densa i calorosa, es coneix com el big-bang i és considerat el "naixement" del nostre univers. No hi ha consens sobre quant temps va durar: per a alguns especialistes, es fa referència només a la singularitat gravitatòria inicial, però per a d'altres comprèn tota la història de l'Univers; normalment s'entén que, com a mínim, ens referim als primers minuts durant els quals se sintetitza l'heli.

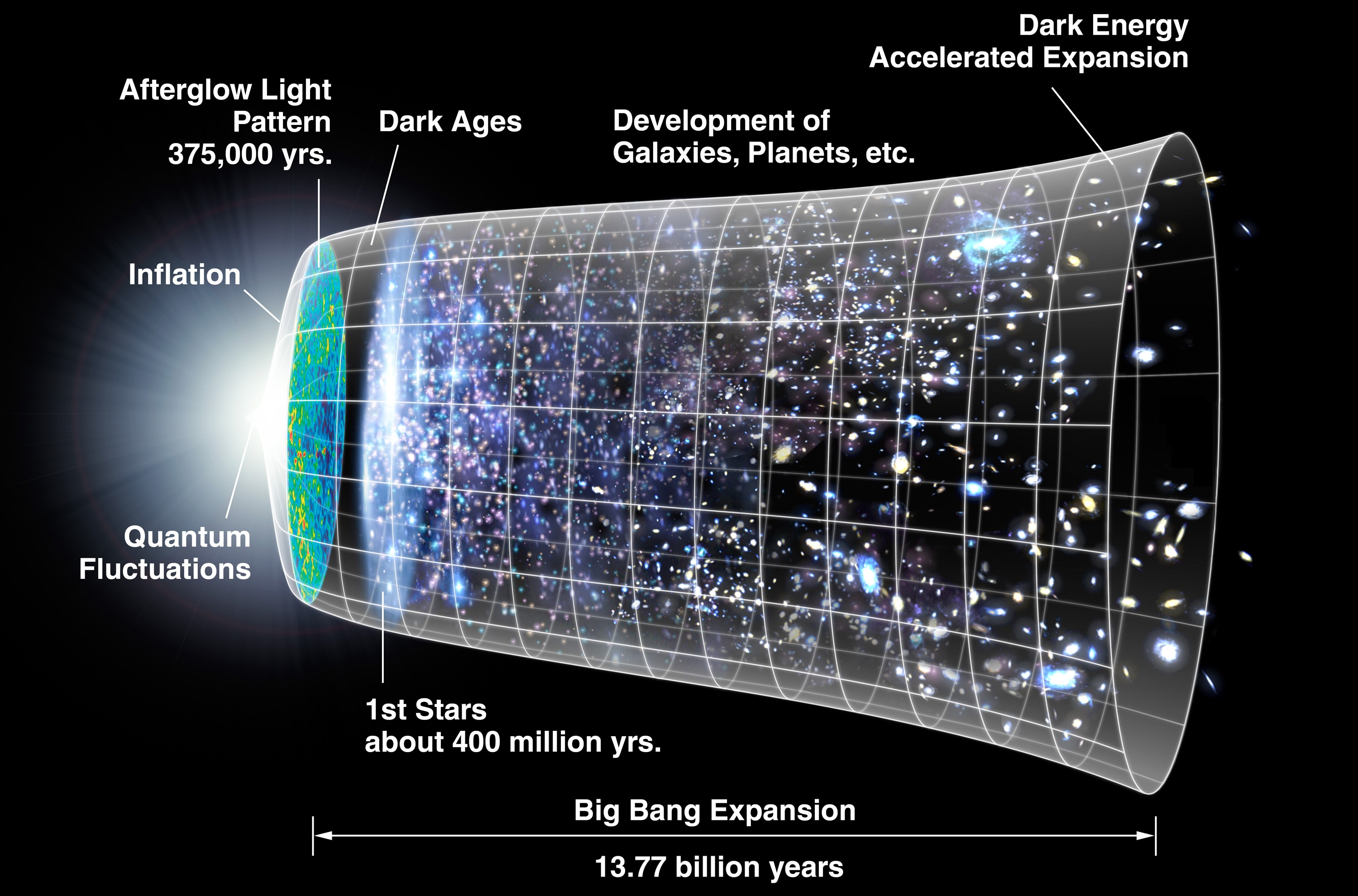
Univers representat en 3 dimensions

Es calcula que l'edat de l'Univers és de 13,7 ±0,2 milers de milions d'anys. Aquesta estimació s'ha fet basant-se en mesures:
- de l'expansió de l'Univers a partir d'observacions de supernoves tipus Ia,
- de la variació de la radiació còsmica de fons, i
- de la llei de Hubble-Lemaître (recessió de les galàxies).

És notable el fet que els tres tipus de mesures, que són independents, siguin consistents i coincidents, per la qual cosa es consideren que són una clara prova de l'anomenat model Lambda-CDM (model ΛCDM) o model de concordança del big-bang, que descriu de manera detallada la natura de l'Univers.
Les primeres fases del big-bang estan subjectes a molta especulació. En els models més acceptats, l'Univers, en els seus primers moments, era homogeni i isòtrop, amb una densitat de l'energia increïblement alta, i amb temperatures i pressions elevadíssimes; i en un procés molt ràpid, s'anava expandint i alhora es refredava. Es va expandir i es va refredar, experimentant uns canvis de fase anàlegs a la condensació de vapor o la congelació d'aigua, però en la dimensió de les partícules elementals. Aproximadament entre 10 i 35 segons després, una fase de transició provocà una inflació còsmica, en la qual l'Univers va créixer de manera exponencial. En acabar aquesta fase, s'aturà l'expansió, i el material que formava l'Univers va quedar amb forma d'un plasma de quarks-gluons, i altres partícules elementals.
A aquestes temperatures tan altes, els moviments aleatoris de partícules i antipartícules de tota classe provocava constants col·lisions, en un procés continu de creació i destrucció. En algun moment, es va produir una reacció desconeguda anomenada bariogènesi que no complia amb la conservació del nombre de barions, provocant un excés molt petit de quarks i leptons davant els antiquarks i antileptons de l'ordre d'1 part en 30 milions. Aquest resultat ocasionà, d'alguna manera, l'asimetria observada entre matèria i antimatèria, el predomini de la matèria sobre l'antimatèria que existeix en l'Univers actual.
L'univers va continuar augmentant de volum i disminuint de temperatura, i l'energia típica de cada partícula també va anar disminuint. Això va comportar nous canvis que consolidaren la ruptura de la simetria fent possible la forma actual de les forces fonamentals de la física i els paràmetres de les partícules elementals. Uns 10 minuts i 11 segons més tard, la representació comença a ser menys especulativa, ja que les partícules assoleixen uns nivells d'energia que es poden reproduir en experiments de laboratori de la física de partícules.
Al cap de 10 minuts i 6 segons, els quarks i gluons es combinaren per formar diversos tipus de barions, com protons i neutrons. El fet que hi hagués una mica més de quarks que d'antiquarks va produir una major presència de barions que d'antibarions. La temperatura ara ja no era prou elevada perquè es poguessin crear nous parells de protons-antiprotons, i de neutrons-antineutrons; a continuació, esdevenia una anihilació massiva impressionant i, com a conseqüència, quedaren només un 10¹⁰ dels protons i neutrons originals, i cap de les seves antipartícules. Un procés similar succeïa, aproximadament en 1 segon, amb els electrons i positrons. Després d'aquestes grans anihilacions, els protons, neutrons i electrons que quedaren ja no es movien de manera relativista i la densitat energètica de l'Univers ara era dominada pels fotons, amb una contribució menor dels neutrins.
Quan la temperatura era de mil milions de kèlvins i la densitat era com la de l'aire, els neutrons es combinaren amb els protons per a formar nuclis de deuteri i heli, en un procés que s'anomena nucleosíntesi primordial o nucleosíntesi del big-bang. La majoria dels protons romanien sense combinar en forma de nuclis d'hidrogen. Com l'Univers continuava refredant-se, la matèria va deixar de moure's gradualment de manera relativista i la gravitació de la matèria en repòs passà a predominar per damunt de la radiació (fotons). Després d'uns 380.000 anys, els electrons i els nuclis es combinaren per formar àtoms, fonamentalment d'hidrogen; llavors, la radiació es va desacoblar de la matèria i va continuar per l'espai pràcticament sense obstacles. Aquesta radiació, relíquia del passat, es coneix com la radiació còsmica de fons.

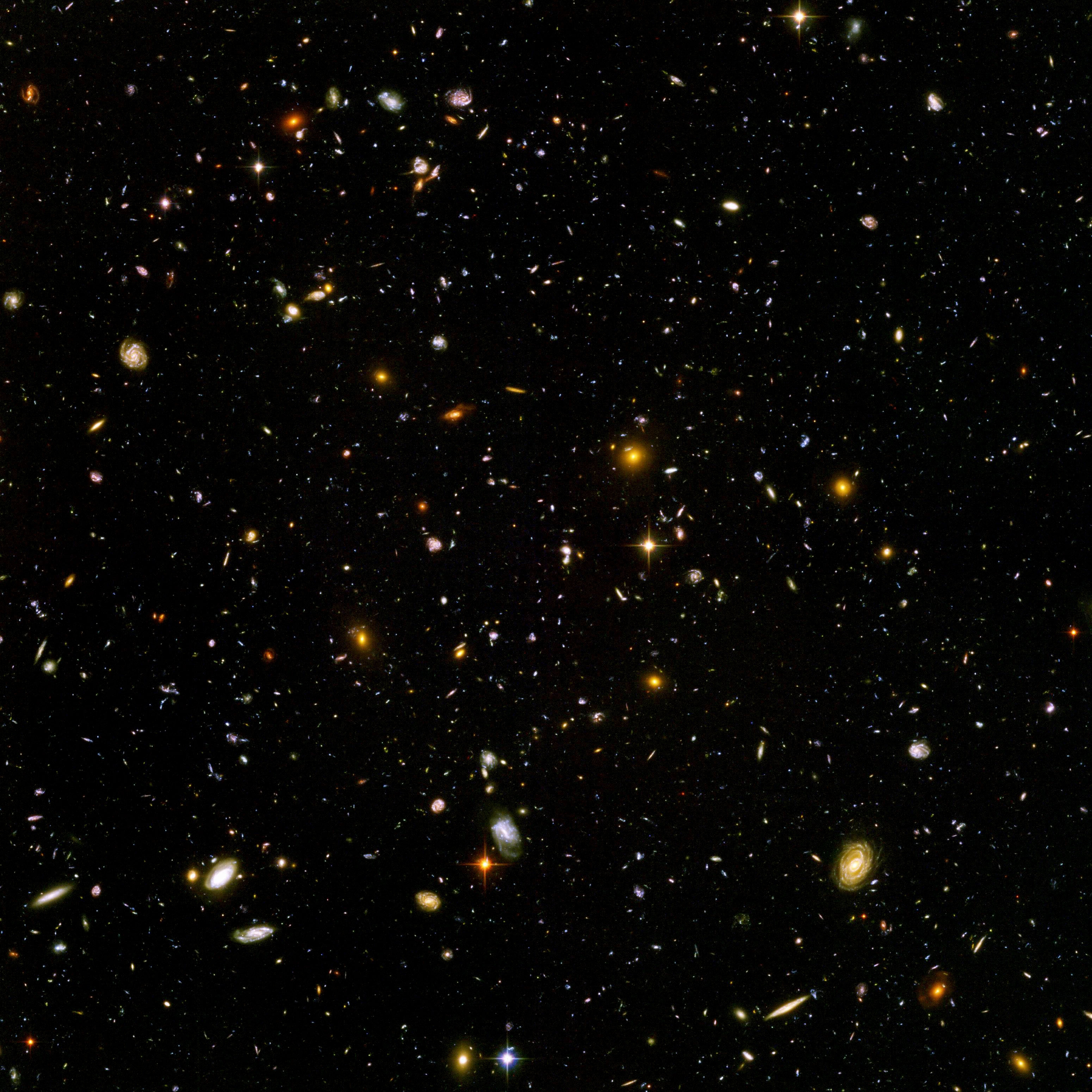
El camp ultraprofund de Hubble mostra galàxies de fa molt de temps, de quan l'Univers era més jove, més dens, i més càlid d'acord amb la teoria del big-bang

En passar el temps, algunes regions lleugerament més denses, amb la matèria uniformement distribuïda, van créixer atraient més matèria per l'acció de la gravetat, i així es feren més denses, formant núvols de gas, estrelles, galàxies i d'altres estructures astronòmiques que actualment s'observen. Els detalls d'aquest procés depenen de la quantitat i tipus de matèria de l'Univers. Els tres tipus possibles que es coneixen són: la matèria fosca freda, la matèria fosca calenta i la matèria bariònica. Els millors càlculs disponibles, provinents del WMAP, mostren que la forma més comuna de matèria en l'Univers és la matèria fosca freda. Els altres dos tipus de matèria constitueixen menys d'un 20 % de la matèria de l'Univers.
L'univers actual sembla estar dominat per una forma misteriosa d'energia coneguda com a energia fosca. Aproximadament, el 70 % de la densitat d'energia de l'Univers actual està en aquesta forma. Aquesta energia provoca l'expansió de l'Univers, la qual s'observa que és més lenta del que s'esperava a distàncies molt grans; és a dir, varia amb una relació lineal entre velocitat i distància, i produeix que l'espaitemps s'expandeixi més ràpidament que l'esperat a grans distàncies. L'energia fosca pren la forma d'una constant cosmològica en les equacions de camp d'Einstein, dins la teoria de la relativitat general, però els detalls de la seva composició són desconeguts i la seva relació amb el model estàndard de la física de partícules continua sent investigada tant de manera teòrica com per mitjà d'observacions.
Totes aquestes observacions poden ser explicades pel model ΛCDM de cosmologia, que és un model matemàtic del big bang amb sis paràmetres lliures. Com ja s'ha comentat, no hi ha cap model físic convincent per als primers 10 minuts i 11 segons de l'Univers. En el "primer instant", la teoria gravitacional d'Einstein prediu una singularitat gravitacional en què les densitats són infinites. Per a resoldre la paradoxa de la singularitat inicial, es necessita una teoria de la gravitació del quàntum. En física, un dels problemes més grans, encara sense resoldre, és entendre aquest període de la història de l'Univers.

## Base teòrica
La teoria del big-bang es basa en quatre hipòtesis principals:
1. La universalitat de les lleis físiques i, en particular, de la teoria de la relativitat general. El model del big-bang assumeix que la teoria de la relativitat general descriu la gravetat.
2. Les interaccions no gravitacionals de la matèria són descrites pel model estàndard de física de partícules.
3. El principi cosmològic, que estableix que a grans escales l'Univers és homogeni i isòtrop. Aquesta hipòtesi s'acompanya del principi copernicà que estipula que nosaltres no ocupem pas una posició particular en l'Univers.
4. L'espai no té una estructura topològica complexa.

Les dues primeres fixen el quadre teòric del model cosmològic del big-bang.
Aquestes idees es consideraven inicialment com a postulats, però avui hi ha esforços per intentar demostrar-les. Per exemple, la primera suposició ha estat demostrada per observacions que mostren que la desviació més gran possible de la constant de l'estructura fina sobre l'edat de l'Univers és de l'ordre 10−5. També, la teoria de la relativitat general ha passat proves estrictes dins l'escala del sistema solar i d'estels binaris i, d'altra banda, l'extrapolació a escales cosmològiques ha estat validada pels èxits empírics amb relació a diversos aspectes de la teoria del big-bang.
Si l'Univers a gran escala sembla isòtrop com així es veu des de la Terra, el principi cosmològic es pot obtenir simplement a partir del principi de Copèrnic. Finalment, el principi cosmològic s'ha confirmat a un nivell de 10−5 mitjançant les observacions del CMB. S'ha calculat que l'Univers és homogeni, en les grans escales, a un nivell del 10 %.
La teoria del big-bang utilitza el postulat de Weyl per a mesurar, sense ambigüitat, el temps en qualsevol moment del passat a partir de l'època de Planck. Les mesures en aquest sistema depenen de coordenades conformals en les quals les anomenades distàncies codesplaçants i els temps conformals permeten no considerar l'expansió de l'Univers per les mesures d'espaitemps. En aquest sistema de coordenades, els objectes que es mouen dins el flux cosmològic mantenen sempre la mateixa distància codesplaçant i l'horitzó o límit de l'Univers queda fixat pel temps codesplaçant.
Vist així, el big-bang no és una explosió de matèria que s'allunya per omplir un univers buit, sinó que és l'espaitemps el que s'expandeix. I la seva expansió és la que causa l'augment de la distància entre dos punts fixos del nostre univers. Quan els objectes estan lligats entre si, per exemple en una galàxia, no s'allunyen amb l'expansió de l'espaitemps a causa que s'assumeix que les lleis de la física que els governen són uniformes i independents de l'espai mètric. I encara més, l'expansió de l'Univers en les escales actuals locals és tan petita que, en l'expansió, qualsevol dependència de les lleis físiques no seria mesurable amb les tècniques actuals.

## Proves
En general, es consideren tres grans tipus de proves empíriques que donen suport a la teoria cosmològica del big-bang:
1. L'expansió de l'Univers que s'expressa en la llei de Hubble-Lemaître i que es pot apreciar en el desplaçament cap al vermell de les galàxies.
2. Les mesures detallades de la radiació còsmica de fons.
3. L'abundància d'elements lleugers, com s'exposa a la teoria de la nucleosíntesi del big-bang.

A més, la funció de correlació de l'estructura a gran escala en l'Univers encaixa amb la teoria del big-bang.

### L'expansió d'acord amb la llei de Hubble-Lemaître
De l'observació de galàxies i quàsars llunyans, es desprèn que aquests objectes pateixen un desplaçament cap al vermell, la qual cosa vol dir que la llum que emeten s'ha desplaçat proporcionalment cap a longituds d'ona més llargues. Això es comprova recollint dades de l'espectre de freqüències dels objectes i després comparant el patró espectroscòpic de les línies d'emissió o absorció corresponents als àtoms dels elements que interaccionen amb la llum; són uniformement isòtrops, distribuïts uniformement entre els objectes observats en totes les direccions. En aquesta anàlisi, es pot apreciar un cert desplaçament cap al vermell, que s'explica per una velocitat recessional corresponent a l'efecte Doppler en la radiació.
En representar aquestes velocitats recessionals d'acord amb les distàncies als objectes, apareix una relació lineal coneguda com la llei de Hubble-Lemaître:{\displaystyle v=H_{0}D\,}
en què
{\displaystyle v} és la velocitat recessional de la galàxia o un altre objecte distant
{\displaystyle D} és la distància a l'objecte, i
{\displaystyle H_{0}} és la constant de Hubble, mesurada en (70 +2.4/-3.2) (km/s)/Mpc per la prova del WMAP.
La llei de Hubble-Lemaître té dues explicacions possibles. O som en el centre d'una explosió de galàxies –la qual cosa és insostenible d'acord amb el principi de Copèrnic–, o l'Univers s'està expandint de manera uniforme a totes direccions. Aquesta expansió universal va ser pronosticada en la teoria de la relativitat general per Alexander Friedman el 1922 i per Lemaître el 1927, abans que Edwin Hubble fes les seves anàlisis i observacions el 1929, i suposés la pedra angular de la teoria del big-bang, desenvolupada per Friedmann, Lemaître, Robertson i Walker.
Que l'espai s'està expandint es demostra, juntament amb la llei de Hubble-Lemaître, amb les proves observacionals directes del principi cosmològic i del principi de Copèrnic. El desplaçament astronòmic cap al vermell és extremadament isòtrop i homogeni, i aquest fet dona suport al principi cosmològic.
Les mesures realitzades l'any 2000 dels efectes de la radiació còsmica de fons sobre la dinàmica de diversos sistemes astrofísics distants demostren el principi de Copèrnic que la Terra no està en una posició central, dins una escala cosmològica. El refredament uniforme de la radiació còsmica de fons durant milers de milions d'anys és explicable només si l'Univers està experimentant una expansió mètrica, i exclou la possibilitat que siguem prop de l'únic centre d'una gran explosió.

### Radiació còsmica de fons

Imatge de WMAP de la radiació còsmica de fons

Una de les característiques de la teoria del big-bang és la predicció de la radiació còsmica de fons o fons còsmic de microones (CMB o Cosmic microwave background). Durant els primers dies de l'Univers, l'Univers era dins un gran equilibri tèrmic, amb fotons que eren emesos i absorbits contínuament, que donava una radiació pròpia d'un espectre de cos negre. Com l'Univers s'expandia, es refredava i assolia una temperatura a la qual ja no es podrien crear o destruir fotons. Mentre l'Univers es refredava a causa de l'expansió, la seva temperatura hauria caigut per sota de 3 000 kèlvins. Per sobre d'aquesta temperatura, els electrons i protons estan separats, solts; i a causa d'aquesta dispersió l'Univers era opac a la llum. Per sota dels 3 000 kèlvins, es formen els àtoms, en un procés conegut com a recombinació, i que permet el pas de la llum a través del gas de l'Univers. Això és el que es coneix com a dissociació de fotons.
El 1964, Arno Penzias i Robert Wilson, mentre desenvolupaven una sèrie d'observacions de diagnòstic amb un receptor de microones propietat dels Laboratoris Bell, van descobrir accidentalment la radiació còsmica de fons. El seu descobriment va proporcionar una confirmació substancial de les prediccions generals respecte al CMB –la radiació va resultar ser isòtropa i constant, amb un espectre del cos negre de prop de 3 K– i va inclinar la balança cap a la hipòtesi del big-bang. Penzias i Wilson van rebre el Premi Nobel pel seu descobriment.
El 1989, la NASA va llançar el COBE (Cosmic background Explorer), i els resultats inicials, fets públics el 1990, van recolzar les prediccions generals que la teoria del big-bang fa sobre la CMB. El COBE va trobar una temperatura residual de 2 726 K i el 1992 va detectar per primer cop les fluctuacions o anisotropies en el CMB, a un nivell aproximat d'una part entre 10⁵. Es va atorgar els premis Nobel a John C. Mather i a George Smoot per les seves investigacions en aquest àmbit. Durant la dècada dels 90, es va estudiar més extensament l'anisotropia en el CMB mitjançant un gran nombre d'experiments des de bases terrestres i des de globus. El 2000 i 2001, diversos experiments, especialment el BOOMERang, mesurant la distància angular típica de les anisotropies, es va concloure que l'Univers era geomètricament pla. (Vegeu l'article sobre la forma de l'Univers.)
A començaments de 2003, es van donar a conèixer els resultats del satèl·lit Wilkinson Microwave Anisotropy, o WMAP, que va aportar les dades més precises conegudes fins a l'actualitat d'alguns paràmetres cosmològics. Les dades que aportà aquest satèl·lit també refutaren determinats models d'inflació còsmica, però els resultats han sigut, en general, coherents amb la teoria d'inflació; aquest satèl·lit encara continua recollint dades. Està programat el llançament d'un altre satèl·lit, el Planck Surveyor, que recollirà dades més acurades de les anisotropies del CMB, a les quals s'afegeixen les dades d'altres experiments realitzats des de la Terra.

### Abundància d'elements primordials
Utilitzant el model de big-bang, és possible comptar la concentració en l'Univers d'heli-4, heli-3, deuteri i liti-7, de manera proporcional a la quantitat d'hidrogen (H). Les quantitats depenen d'un únic paràmetre: la proporció entre fotons a barions, que pot ser calculada de manera independent a l'estructura de les fluctuacions de CMB. Les proporcions pronosticades –no per nombre sinó per massa– són d'un 0,25 per 4He/H, d'un 10−3 per ²H/H, d'un 10−9 per 7Li/H.
Aquestes quantitats mesurades concorden amb les predites a partir d'un únic valor de la proporció entre barions i fotons, i es considera una prova clara a favor de la teoria del big-bang, ja que és l'única que explica l'abundància relativa d'elements lleugers.

### Evolució i distribució de les galàxies
Les observacions detallades de la morfologia i estructura de galàxies i quàsars han proporcionat un bon suport a la teoria del big bang. La combinació de les observacions amb la teoria suggereix que els primers quàsars i galàxies es van formar uns mil milions d'anys després del big-bang, i des d'aquell moment s'han anat formant estructures més grans, com els cúmuls de galàxies i supercúmuls. Les poblacions d'estrelles han anat envellint i evolucionant, de manera que les galàxies distants –que s'observen tal com eren al principi de l'Univers– són molt diferents de les galàxies més properes –que s'observen en un estat més recent–. D'altra banda, les galàxies formades fa relativament poc són molt diferents de les galàxies que es van formar a distàncies similars però poc després del big-bang.
Aquestes observacions són arguments sòlids en contra de la teoria de l'estat estacionari. Les observacions de la formació d'estrelles, la distribució de quàsars, galàxies i estructures més grans concorden amb les simulacions obtingudes sobre la formació de l'estructura en l'Univers a partir del big-bang, i estan ajudant a completar detalls de la teoria.

## Punts febles de la teoria
Històricament, han sorgit un cert nombre de problemes dins de la teoria del big-bang. Amb el consens aclaparador de la comunitat científica que avui sosté el model de big-bang, molts d'aquests problemes s'estudien des d'una perspectiva històrica; els punts febles s'han anat superant, sia per mitjà de modificacions de la teoria, o com a resultat d'observacions més precises. Altres aspectes, com el problema de la penombra en cúspide i el problema de les galàxies nanes de matèria fosca freda, no són considerades qüestions greus, ja que poden ser resoltes amb el reajustament de la teoria.
Les idees bàsiques del big-bang –l'expansió, el primer estat calent, la formació d'heli, la formació de galàxies– són conseqüència de moltes observacions independents que inclouen la nucleosíntesi del big-bang, la radiació còsmica de fons, l'estructura de l'Univers a gran escala, i les supernoves tipus Ia, i actualment no poden ser massa qüestionats com a trets més importants del nostre univers.
Els models actuals més precisos del big-bang es basen en diversos fenòmens físics exòtics que no s'han observat en experiments de laboratori, o no han sigut incorporats dins el model estàndard de la física de partícules. D'aquests fenòmens, l'energia fosca i la matèria fosca són considerades les més segures, mentre que la inflació i la bariogènesi romanen en l'àmbit de l'especulació; proporcionen explicacions satisfactòries pel que fa als trets més importants de l'Univers primerenc, però podrien ser reemplaçades per idees alternatives sense afectar la resta de la teoria. Explicacions per a tals fenòmens romanen entre els problemes que encara ha de resoldre la física.
Però la teoria és imperfecta i ensopega amb tres problemes importants, el de la matèria fosca, l'acceleració de l'expansió de l'Univers i el problema de l'instant inicial. En primer lloc, molta part de la massa de l'Univers és de naturalesa desconeguda (per aquest motiu, s'anomena matèria fosca). Fins i tot, se sap que no està constituïda per les diferents partícules que ha identificat la física. Per tant, el problema és doble: per una part és cosmològic, ja que es desconeix què és la major part de la matèria que existeix en l'Univers. Però també és un problema de la física de partícules, ja que es desconeixen les característiques d'una bona part de les partícules de l'Univers. El segon problema important és el fet que l'any 1998 es va descobrir que l'expansió de l'Univers era cada vegada més ràpida (s'accelera), descobriment que va ser recompensat amb el premi Nobel de física l'any 2011. Si l'única força que actua a gran escala és la gravetat, una força d'atracció, com és possible que l'expansió s'acceleri? Finalment, el big-bang mateix, en tant que és el moment en què s'origina l'Univers, és fonamentalment incomprensible. El big-bang és una predicció de la teoria de la relativitat general (una teoria de la gravitació que va substituir la teoria de la gravitació universal de Newton). Però, malauradament, a partir d'aquest moment, aquesta teoria de la relativitat general deixa de ser vàlida i s'ha de substituir per la mecànica quàntica. Segons aquesta mecànica del microcosmos, a petita escala tot és discontinu, les partícules elementals "no tenen una extensió fixa" (i, per tant, "no són pas corpuscles localitzats" i no té sentit parlar de quina és la seva posició), i la visió determinista (una causa produeix un efecte segur) és substituïda per una visió probabilística (una causa produeix un efecte probable). Però la mecànica quàntica és una teoria no relativista i, fins al moment, no ha estat possible d'integrar les dues teories. En els apartats següents es desenvolupen alguns d'aquests problemes.

### Crítiques dels científics
Les conviccions o les reticències dels autors que han participat en l'emergència del concepte han tingut un paper en el procés de maduració i s'ha dit sovint que les conviccions religioses de Lemaître l'havien dut a proposar el model del big-bang, encara que no hi hagués proves tangibles. A la inversa, la idea segons la qual tot l'Univers pugui haver sigut creat en un sol instant semblava a Fred Hoyle molt més criticable que la seva hipòtesi de creació lenta però continua de matèria segons la teoria de l'estat estacionari, la qual cosa és sense cap dubte l'origen del seu rebuig de la teoria del big-bang. Es coneixen molts més exemples de reticències de personalitats del món científic, en particular:
- Hannes Alfvén, Premi Nobel de Física 1970 pels seus treballs sobre la física de plasmes, que rebutjà en bloc el big-bang, i es va estimar més proposar la seva pròpia teoria, l'Univers plasma, basada en la preeminència dels fenòmens electromagnètics sobre els fenòmens gravitacionals a gran escala, que avui ha sigut abandonada completament.
- Edward Milne, proposa cosmologies newtonianes, i fou a més el primer que ho va fer (encara que després de la formulació de la relativitat general), dins les quals l'expansió era interpretada com a moviments de galàxies dins un espai estàtic i minkowkià (vegeu univers de Milne).

Wilson, especialment, declarà no haver tingut la certitud de la pertinència de la interpretació cosmològica de la seva descoberta:
«Arno i jo, segur, estàvem molt contents de tenir una resposta, de qualque natura que fos, al nostre problema. Qualsevol explicació raonable ens hauria satisfet. […] Ens havíem habituat a la idea d'una cosmologia de l'estat estacionari. […] Filosòficament, jo m'estimava més la cosmologia de l'estat estacionari. Fins i tot, vaig pensar que havíem de presentar el nostre resultat com una simple mesura: almenys la mesura podia restar vertadera encara que la cosmologia que hi havia darrere es tingués per falsa.»
També avui, i malgrat l'èxit innegable, el big-bang troba encara una oposició molt feble d'una part del món científic, i entre alguns astrònoms. D'entre aquests es poden destacar els seus oposats històrics com a Geoffrey Burbidge, Fred Hoyle i Jayant Narlikar, que després d'haver finalment abandonat la teoria de l'estat estacionari, n'han proposat una versió modificada, sempre basada en la creació de matèria, però en una successió de fases d'expansió i de contracció, la teoria de l'estat quasiestacionari, que no ha arribat a tenir èxit per la seva incapacitat per a fer prediccions precises i compatibles amb les dades observacionals actuals, especialment amb les del fons difós cosmològic. Una de les crítiques recurrents del big-bang és la incoherència entre l'edat de l'Univers, més jove que aquella que s'atribueix a certs objectes llunyans, com en el cas de les galàxies Abell 1835 IR1916 o HUDF-JD2, però la major part d'aquests problemes d'edat són el resultat de males estimacions de l'edat d'aquests objectes (vegeu els articles corresponents), i també d'una infravaloració de l'error en les mesures.

### Problema de l'horitzó
El problema de l'horitzó, també anomenat problema de la causalitat, és el resultat de la premissa que la informació no pot viatjar més ràpida que la llum, de manera que dues regions de l'espai separades per una distància més llarga que la velocitat de la llum multiplicada per l'edat de l'Univers, en un univers d'edat finita, no poden estar connectades de manera causal. La isotropia observada de la radiació còsmica de fons (CMB) és, en aquest aspecte, problemàtica, ja que la mida de l'horitzó de partícules correspon a una mida d'uns dos graus al cel. Si l'Univers hagués tingut la mateixa línia d'expansió de l'època de Planck ençà, no hi hauria mecanisme que pogués fer que aquestes regions tinguessin la mateixa temperatura.
Aquesta aparent inconsistència es resol amb la teoria inflacionista, en la qual un camp d'energia escalar isòtrop domina l'Univers en transcórrer un temps de Planck després de l'època de Planck. Durant la inflació, l'Univers pateix una expansió exponencial, i regions que interaccionen entre si s'expandeixen més enllà dels seus respectius horitzons.
El principi d'incertesa de Heisenberg prediu que, durant la fase inflacionista, hi haurà fluctuacions primordials tèrmiques, que s'amplificarien fins a una escala còsmica. Aquestes fluctuacions serveixen de llavors per a tota l'estructura actual de l'Univers. En passar la inflació, l'Univers s'expandeix seguint la llei de Hubble-Lemaître i les regions que eren massa lluny per interaccionar entre si tornen a l'horitzó; això explica la isotropia observada de la CMB. La inflació prediu que les fluctuacions primordials són gairebé invariants segons l'escala i que tenen una distribució normal o gaussiana, que ha estat confirmada amb precisió per mesures de la CMB.
El 2003, va aparèixer una altra teoria per a resoldre aquest problema, la velocitat variant de la llum de Joao Magueijo, que encara que a la llarga contradiu la relativitat d'Einstein usa la seva equació incloent-hi la constant cosmològica per a resoldre el problema d'una manera molt eficaç, que també ajuda a resoldre el problema de la planor.

### El problema de la planor

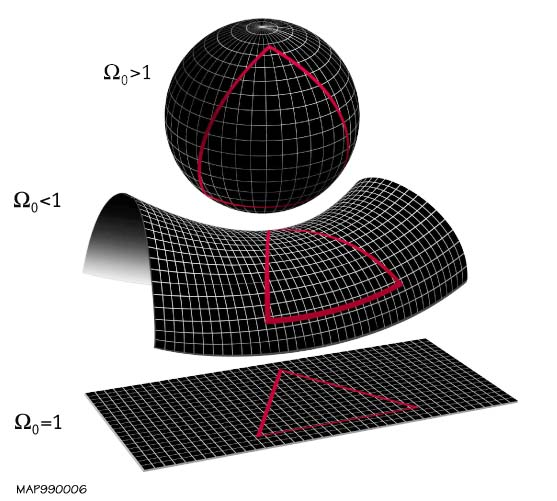
La geometria global de l'Univers ve determinada pel paràmetre cosmològic Omega, en funció que aquest sigui més petit, igual, o més gran que 1.
De dalt a baix: un univers tancat amb curvatura positiva, un univers hiperbòlic amb curvatura negativa i un univers pla amb curvatura zero

El problema de la planor, o flatness, també conegut com el problema de l'antiguitat (en anglès, oldness), és un problema observacional que és conseqüència de l'aplicació de la mètrica FLRW en els càlculs de la forma de l'Univers. En general, es considera que, per al nostre univers, segons la seva curvatura, existeixen tres tipus de geometries possibles: geometria hiperbòlica, geometria euclidiana o plana, i geometria el·líptica. L'esmentada geometria ve determinada per la quantitat total de densitat d'energia de l'Univers, mesurada mitjançant el tensor de tensió-energia. Si ρ és la densitat d'energia mesurada de manera observacional i ρc la densitat crítica, s'obté que per a les diferents geometries les relacions entre ambdós paràmetres han de ser les següents:
- Hiperbòlic → ρ < ρc
- Pla → ρ = ρc:
- El·líptic → ρ > ρc

L'univers pot tenir una curvatura espacial positiva, negativa o zero, segons quina sigui la densitat d'energia total; la curvatura és negativa si la seva densitat és menor que la densitat crítica, positiva si més gran, i zero si és igual, i en aquest cas es diu que l'espai és pla. El problema és que la densitat crítica augmenta amb temps, i tanmateix l'Univers avui roman molt a la vora de ser pla. Atès que a una escala natural dels temps la sortida de la planor podria ser el temps de Planck, 10−43 segons, el fet que després de milers de milions d'anys l'Univers no hagi arribat ni a una mort tèrmica, ni a un estat de big crunch, exigeix alguna explicació. S'ha mesurat que en els primers moments de l'Univers la seva densitat va haver de ser 10-15 vegades (una mil bilionèsima part) la densitat crítica. Qualsevol desviació major hauria conduït a una mort tèrmica o a un big crunch i l'Univers no seria el que tenim actualment. Per exemple, fins i tot en el moment de la nucleosíntesi primordial, l'Univers hauria estat dins d'una part entre 10¹⁴ de la densitat crítica, o no existiria en la forma que el coneixem.
La solució a aquest problema prové, altra vegada, de la teoria de l'univers inflacionari. Durant el període de la inflació de l'Univers, l'espaitemps es va expandir de manera tan ràpida que va provocar una espècie d'estirada de l'Univers acabant amb qualsevol curvatura residual que hi pogués haver. Així, la inflació va conduir al fet que l'Univers fos molt a prop de l'estat pla, amb un valor gairebé igual al de la densitat crítica.

### Monopols magnètics
L'objecció dels monopols magnètics va ser proposada a la dècada dels 1970. La teoria de la gran unificació prediu defectes topològics en l'espai que es manifestarien com a monopols magnètics, i que es trobarien amb una densitat molt més gran de l'observada. De fet, fins ara, no s'ha trobat cap monopol.
De tota manera, aquest problema també resta resolt mitjançant la inflació còsmica, ja que aquesta elimina tots els punts defectuosos de l'Univers observable, de la mateixa forma que condueix la geometria cap a la forma plana. És possible que, tot i així, puguin existir monopols, però s'ha calculat que amb prou feines n'hi hauria un per cada univers visible; en tot cas, una quantitat ínfima i no observable.

### Asimetria de barions
Encara no s'acaba de comprendre per què l'Univers té més matèria que antimatèria. Existeix la creença generalitzada que, quan l'Univers era jove i estava molt calent, romania en un equilibri estadístic tot contenint el mateix nombre de barions i antibarions. Tot i així, les observacions suggereixen que l'Univers, incloent-hi les seves parts més distants, tot està fet de matèria. Un procés desconegut anomenat bariogènesi va generar l'asimetria. Perquè es pugui produir la bariogènesi, s'han de complir les condicions de Sàkharov, que determinen que el nombre de barions no es conserva, que no es compleixin ni la simetria C i ni la CP, i que l'Univers tendeix a un equilibri termodinàmic. Totes aquestes condicions són possibles en el model estàndard, però l'efecte no és prou fort per a explicar l'asimetria de barions.

### Edat dels cúmuls globulars
A mitjan dècada dels 90, les observacions de cúmuls globulars mostraven determinades discrepàncies amb la teoria del big-bang. Simulacions informàtiques amb relació a les observacions de poblacions dels estels dels cúmuls globulars suggerien que aquests tenien uns 15 000 milions d'anys, dada que no s'ajustava a la xifra de 13 700 milions d'anys que es considera que és l'edat de l'Univers. Aquesta qüestió es va resoldre al final dels 90 quan es realitzaren noves simulacions informàtiques, que tenien en compte els efectes de la pèrdua massiva a causa del vent estel·lar, i les noves dades indicaven una edat molt més jove per als cúmuls globulars. Encara existeixen algunes qüestions per resoldre pel que fa a la precisió en les mesures de les edats d'aquests tipus de cúmuls, però és clar que aquests objectes facin part de l'Univers més antic.

### Matèria fosca

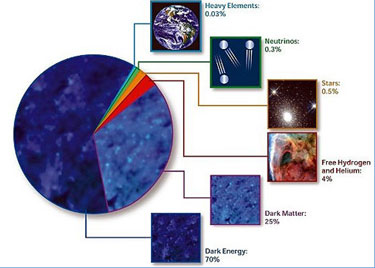
Gràfic que indica les proporcions dels diferents components segons la densitat energètica de l'Univers, d'acord amb el model Lambda-CDM. Aproximadament un 95% és matèria fosca i energia fosca

En les diverses observacions fetes els anys 1970 i 1980, especialment amb relació a les corbes de rotació de les galàxies, es va mostrar que en l'Univers no hi havia prou matèria visible per a explicar la intensitat aparent de les forces gravitacionals que es donen en les galàxies i entre les galàxies. Això va impulsar la idea que fins a un 90 % de la matèria de l'Univers no és matèria comuna o bariònica sinó matèria fosca; és a dir, matèria que no emet llum o que no interacciona amb matèria bariònica normal. A més, l'assumpció que l'Univers estigués compost principalment per matèria comuna va portar a prediccions que eren molt inconsistents amb les dades obtingudes. En particular, l'Univers és molt menys "inhomogeni" i conté molt menys deuteri del que es pot considerar sense la presència de matèria fosca.
Tot i que, en els seus inicis, l'existència de la matèria fosca va ser una qüestió polèmica, ara és clarament acceptada per la comunitat científica i forma part de la cosmologia estàndard. El suport a la seva existència prové de les observacions de les anisotropies al CMB, de la dispersió de velocitats dels cúmuls de galàxies, de les distribucions de l'estructura a gran escala, dels estudis de les lents gravitatòries, i de les mesures amb raigs X dels cúmuls de galàxies.
La matèria fosca sols s'ha detectat per la seva empremta gravitacional; al laboratori, no s'ha observat cap partícula que hi pugui correspondre. Tanmateix, hi ha molts candidats a fer part de la matèria fosca en la física de partícules com, per exemple, les partícules pesants i partícules neutres d'interacció feble o WIMPS (weakly interactive massive particles), i ja es fan diversos projectes per a detectar-la.

### Energia fosca
Les mesures de la relació de magnitud del desplaçament cap al roig pel que fa a supernoves de tipus Ia han mostrat que l'expansió de l'Univers s'ha estat accelerant d'ençà uns 7.000 milions d'anys. Per a explicar aquesta acceleració, la relativitat general exigeix que hi hagi un component energètic amb una gran pressió negativa, component anomenat energia fosca. L'existència d'aquesta energia fosca ve corroborada per altres proves.
Les mesures de la radiació còsmica de fons indiquen que l'Univers és molt a prop de ser pla i, per tant, d'acord amb la relativitat general, l'Univers ha de tenir la mateixa densitat crítica de massa/energia. Com que la densitat massiva de l'Univers es pot mesurar partint de la seva acumulació gravitacional, es creu que aquesta representa només al voltant d'un 30 % de la densitat, es creu que aquesta energia fosca constitueix aquest 70 % restant. Ja que l'energia fosca no s'agrupa de la manera habitual, aquesta sembla la millor teoria per a explicar la densitat d'energia "desapareguda".
L'energia fosca també és necessària per a dues mesures geomètriques de la curvatura global de l'Univers: una que fa servir la freqüència de lents gravitatòries i, una altra, que usa el patró característic de l'estructura de l'Univers a gran escala com a regla còsmica. La pressió negativa és una propietat de l'energia del buit, però la natura exacta d'energia fosca roman com un dels grans misteris del big-bang. Entre les possibles candidates, es proposa una constant cosmològica i una quinta essència, una forma hipotètica d'energia.
Resultats obtinguts per l'equip de WMAP el 2006, amb dades combinades provinents del CMB i d'altres fonts, indiquen que l'Univers avui estaria format per un 74 % d'energia fosca, un 22 % de matèria fosca, i un 4 % de matèria regular.

## Cronologia del big-bang
A causa de l'expansió, l'Univers era en el passat més dens i més calent. La cronologia del big-bang ve essencialment a determinar a l'inrevés l'edat de l'Univers a mesura que la seva densitat i la seva temperatura augmenten en el passat.

### L'univers d'avui (+ 13 700 milions d'anys)
L'univers és a hores d'ara extremadament poc dens (alguns àtoms per metre cúbic, vegeu l'article densitat crítica) i fred. En efecte, encara que hi ha objectes astrofísics molt calents (els estels, la radiació ambient que banya l'Univers és molt feble. Això es deu al fet que la densitat d'estels és extremadament baixa dins l'Univers. De mitjana, la distància d'un punt de l'Univers a l'estrella més pròxima és immensa. L'observació astronòmica ens ensenya que els estels han existit molt prest en la història de l'Univers: menys d'un miler de milions d'anys després del big-bang, ja hi havia estrelles i galàxies en gran nombre, per bé que, en èpoques més antigues, no existien encara. Si aquest fos el cas, el fons difús cosmològic portaria les traces de la seva presència.

### La recombinació (+ 380 000 anys)
380.000 anys després del big-bang, quan l'Univers era mil vegades més càlid i mil milions de vegades més dens, les estrelles i les galàxies encara no existien. Aquest moment marca l'època en què l'Univers esdevingué molt poc dens perquè la llum pogués propagar-se, essencialment gràcies al fet que el principal obstacle a la propagació era la presència d'electrons lliures. Després del seu refredament, els electrons es poden combinar amb els nuclis atòmics per a formar àtoms. Aquesta època porta per això el nom de recombinació. Com que correspon també al moment en què l'Univers ha permès la propagació de la llum, es parla també de desacoblament entre matèria i radiació. La llum del fons difús cosmològic ha pogut, doncs, propagar-se fins a nosaltres des d'aquesta època.

### La nucleosíntesi primordial (+ 3 minuts)
Menys de 380.000 anys després del big-bang, l'Univers estava compost d'un plasma d'electrons i de nuclis atòmics. Quan la temperatura és molt elevada, els nuclis atòmics no poden existir per si mateixos. Estan llavors en presència d'una mescla de protons, neutrons i electrons. En les condicions de l'Univers primordial, no és fins que la temperatura baixa per davall 0,1 MeV (entorn de mil milions de graus) que els nucleons es poden combinar per a formar nuclis atòmics. No és possible, nogensmenys, que es formin d'aquesta manera nuclis atòmics més pesants que el liti. Per tant, només els nuclis d'hidrogen, d'heli i de liti es formen en aquesta fase que comença entorn d'un segon després del big-bang i que dura entorn d'uns tres minuts. Això és l'anomenada nucleosíntesi primordial, la seva predicció, comprensió i observació, i les seves conseqüències representen un dels assoliments més importants de la cosmologia moderna.

### L'aniquilació electrons-positrons
Poc abans de la nucleosíntesi primordial (que comença a 0,1 MeV), la temperatura de l'Univers passa 0,5 MeV (cinc mil milions de graus), corresponents a l'energia de massa dels electrons. Més enllà d'aquesta temperatura, les interaccions entre els electrons i els fotons poden crear de manera espontània parells electró-positró. Aquests parells s'aniquilen espontàniament, però es creen sense aturar mentre la temperatura no baixi de 0,5 MeV. Quan la temperatura baixa, la quasi totalitat de parells s'aniquilen en fotons, deixant lloc a un petit excés d'electrons provinents de la bariogènesi (vegeu més avall).
Vegeu: Aniquilació de matèria amb antimatèria

### El desacoblament dels neutrins
Poc abans d'aquesta època, la temperatura és superior a 1 MeV (deu mil milions de graus); això és suficient per fer que els electrons, fotons i neutrins interaccionin intensament entre si. Per damunt d'aquesta temperatura, les tres espècies de partícules estan en equilibri tèrmic. Quan l'Univers es refreda, electrons i fotons continuen interaccionant, però no els neutrins, que cessen igualment d'interaccionar entre si. Semblant al desacoblament esmentat més amunt que afecta els fotons, aquesta època correspon al desacoblament dels neutrins. Hi ha un fons cosmològic de neutrins que presenta característiques semblants a les del fons difús cosmològic. L'existència d'aquest fons cosmològic de neutrins es demostra indirectament pels resultats de la nucleosíntesi primordial, car aquests hi tenen un paper indirecte. La detecció directa d'aquest fons cosmològic representa un desafiament tecnològic molt difícil, però la seva existència no ha estat rebutjada.

### La bariogènesi
La física de partícules reposa sobre la idea general, establerta per l'experiència, que les diverses partícules elementals i les interaccions fonamentals no són més que aspectes diferents d'entitats més elementals (per exemple, l'electromagnetisme i la força nuclear feble poden ser descrits com a dos aspectes d'una sola interacció, la interacció electrofeble). De manera més general, es presumeix que les lleis de la física i, per tant, l'Univers en conjunt estan en un estat més «simètric» a més alta temperatura. També es considera que en el passat, matèria i antimatèria existien en quantitats estrictament idèntiques en l'Univers. Les observacions actuals indiquen que l'antimatèria és gairebé absent dins l'Univers observable. La presència de matèria és, per tant, un signe que en un moment donat es formà un lleuger excés de matèria amb referència a l'antimatèria. A causa de l'evolució posterior de l'Univers, la matèria i l'antimatèria s'han aniquilat en quantitats estrictament iguals, deixant un lleuger excés de matèria que s'havia format. Aquí s'hauria de fer referència al procés electrofeble de l'esfaleró, que alteraria el nombre bariònic. A causa del fet que la matèria ordinària està formada de barions, la fase o aquest excés de matèria formada s'anomena bariogènesi. Es coneixen molt poques coses sobre aquesta fase o sobre el procés que es produí. Per exemple, l'escala de temperatures en què es va produir varia, segons els models, de 10³ a 10¹⁶ GeV (és a dir, entre 10¹⁶ i 1029 kèlvins). Les condicions necessàries perquè es produeixi la bariogènesi s'anomenen condicions de Sàkharov, pels treballs del físic rus Andrei Dmítrievitx Sàkharov de l'any 1967.
Vegeu: Bariogènesi

### L'era de la gran unificació
Un nombre creixent d'indicis suggereix que les forces electromagnètiques, feble i forta no són més que aspectes diferents d'una interacció única. Aquesta teoria s'anomena teoria de la gran unificació (GUT en anglès, Grand Unified Theory), o gran unificació. Es pensa que es manifesta més enllà de temperatures d'aproximadament 10¹⁶ GeV (1029 graus). És, doncs, probable que l'Univers hagi conegut una fase en què la teoria de la gran unificació actuava, i és una prolongació de les lleis actuals de les quals es diferencia únicament, en l'interval de temperatures en què actua. Aquesta fase podria ser l'origen de la bariogènesi, així com de la matèria fosca, la naturalesa de la qual resta desconeguda.

### La inflació còsmica
El big-bang produeix noves qüestions en cosmologia. Per exemple, se suposa que l'Univers és homogeni i isòtrop (com ho és efectivament almenys dins la regió observable), però no explica pas per què hauria de ser així. En la versió inicial, no hi ha un mecanisme pel qual el big-bang produeixi una homogeneïtzació de l'Univers (vegeu: Problema de l'horitzó). El motiu inicial de postular la inflació era proposar un procés que provocàs l'homogeneïtzació i la isotropització de l'Univers.
El primer que proposà la inflació còsmica fou Alan Guth, que plantejà una visió realista que descrivia aquest procés. Al seu nom, es mereixen ser-hi associats els de François Englert i Alexei Starobinsky, que han treballat també sobre alguns d'aquests problemes a la mateixa època (1980). A partir del 1982, s'explicaria també que la inflació permetia no sols explicar per què l'Univers és homogeni, sinó també que devia presentar petites variacions de l'homogeneïtat, que comportaven els gèrmens de les grans estructures astrofísiques. Es pot demostrar que perquè la inflació resolgui tots aquests problemes, ha d'haver tengut lloc en èpoques molt primerenques i escalfades de la història de l'Univers (entre 10¹⁴ i 1019 GeV, és a dir, de 1027 a 10³² graus), dit d'una altra manera, molt poc temps després de les èpoques de Planck i de l'gran unificació. L'eficàcia de la inflació còsmica per a resoldre gairebé la totalitat dels problemes exhibits pel big-bang li ha donat ràpidament un estatus rellevant dins la cosmologia, per bé que altres teories, sovint més complexes i amb menys èxit (univers previ al big-bang, defectes topològics, teoria de cordes), han estat proposades per resoldre els mateixos problemes. De l'observació detallada d'anisotropies del fons difús cosmològic, els models d'inflació n'han sortit reforçats.
El seu acord amb el conjunt d'observacions juntament amb l'elegància del concepte fan de la inflació el model més interessant, lluny de qualsevol altre, per les problemàtiques que abasta. La fase d'inflació en si mateixa es compon d'una expansió extremadament ràpida de l'Univers (que pot durar un temps bastant llarg), a la sortida de la qual la dilució causada per aquesta expansió ràpida és tal que no existeix essencialment cap partícula dins l'Univers, sinó que aquest està ple d'una forma d'energia molt homogènia. Aquesta energia és, llavors, convertida de manera molt eficaç en partícules que molt aviat comencen a interaccionar i encalentir-se. Dues fases tanquen, doncs, la inflació còsmica: l'una és la creació explosiva de partícules, i l'altra l'escalfament d'aquestes partícules. Per bé que el mecanisme general de la inflació es comprèn perfectament (encara que n'hi ha nombroses variants), les etapes de creació explosiva de partícules i la d'escalfament són molt menys conegudes i són sempre objecte de nombroses recerques.

### L'era de Planck — La cosmologia quàntica
Més enllà de la fase d'inflació, i més generalment a temperatures d'aproximadament la temperatura de Planck, s'entra dins els dominis en què les teories físiques actuals esdevenen no vàlides, car es fa necessari usar la relativitat general, incloent-hi els conceptes de la mecànica quàntica. Aquesta teoria de la gravitació quàntica, no formulada fins al dia d'avui, podria ser formulada a partir de la teoria de cordes, encara en desenvolupament, que dona lloc actualment a nombroses especulacions concernents a l'Univers en l'època anomenada era de Planck. Molts autors, entre ells Stephen Hawking, han presentat diverses propostes de recerca per provar de descriure l'Univers en aquestes èpoques. Aquest domini de la investigació s'anomena cosmologia quàntica.

## El futur segons la teoria del big-bang
Abans de les observacions de l'energia fosca, els cosmòlegs van considerar dos escenaris possibles per a un possible futur de l'Univers.
- Si la densitat de la massa de l'Univers es troba per sobre de la densitat crítica, llavors l'Univers assoliria una mida màxima i, després, començaria a col·lapsar-se. Aquest es tornaria, un altre cop, més dens i més calent, assolint un estat similar al dels inicis del procés, que s'ha anomenat big crunch.[62]
- De manera alternativa, si la densitat de l'Univers és igual o menor a la densitat crítica, l'expansió s'alentiria, però mai no s'aturaria. La formació d'estrelles cessaria, tot el gas interestel·lar de cada galàxia es consumiria, les estrelles evolucionarien passant de nanes blanques a estrelles de neutrons, i a forats negres. De manera molt gradual, les col·lisions entre aquests darrers ocasionarien un cúmul de massa que donaria lloc a forats negres cada cop més grans.

L'univers en creixement es faria cada vegada menys dens, i la mitjana de la temperatura podria apropar-se asimptòticament al zero absolut (0 K o -273,15 °C). Per efecte de la radiació de Hawking els forats negres s'evaporarien. L'entropia de l'Univers augmentaria fins al punt en què no podria existir cap mena de forma organitzada d'energia; un escenari conegut com la mort tèrmica. I encara més; si es produeix la descomposició del protó, procés pel qual un protó es transformaria en partícules menys massives, tot emetent radiació en el procés, llavors tot l'hidrogen, la forma predominant de la matèria bariònica de l'actual univers, desapareixeria, quedant-ne només la radiació.
Les observacions modernes de l'expansió accelerada impliquen que, progressivament, una major part de l'Univers visible quedarà més enllà del nostre horitzó d'esdeveniments. El model Lambda-CDM de l'Univers considera l'energia fosca mitjançant la incorporació d'una constant cosmològica, en algun sentit, similar a la que havia inclòs Einstein en la seva primera versió de les equacions de camp. Aquesta teoria suggereix que només els sistemes que es mantinguin per l'acció de la gravetat, com les galàxies, es mantindrien junts, i aquests també estarien subjectes a la mort tèrmica a mesura que l'Univers es refredés i s'expandís. Unes altres explicacions basades en l'energia fosca, anomenades teories de l'energia fantasma, suggereixen que els cúmuls de galàxies, estrelles, planetes, àtoms, nuclis i la mateixa matèria, finalment, s'esquinçaran a conseqüència de l'eterna expansió de l'Univers, en l'anomenat big rip.

## Interpretacions filosòfiques i religioses
El big-bang és una teoria científica, i com a tal s'ha de mantenir o ha de ser rebutjada d'acord amb les observacions. Tanmateix, com que és una teoria que sembla que està dirigida o s'acosta als orígens de la realitat, sempre ha quedat entortolligada amb implicacions teològiques i filosòfiques. Existeix un gran nombre d'interpretacions sobre la teoria del big-bang que són completament especulatives o acientífiques. Algunes d'aquestes idees tracten d'explicar les causes mateixes del big-bang (primera causa), i van ser criticades per alguns filòsofs naturalistes per ser únicament noves versions de la creació. Algunes persones creuen que la teoria del big-bang dona suport a antigues visions de la creació, com per exemple la que es pot trobar en el Gènesi (vegeu creacionisme), mentre d'altres creuen que totes les teories del big-bang són inconsistents amb aquestes visions.
El big-bang com a teoria científica no es troba associada amb cap religió. Mentre que algunes interpretacions fonamentalistes de les religions entren en conflicte amb la història de l'Univers postulada per la teoria del big-bang, la majoria d'aquestes interpretacions són interpretacions literals de textos religiosos.
L'Església catòlica romana ha acceptat el big-bang com una descripció de l'origen de l'Univers. Ha suggerit que la teoria és compatible amb les vies de sant Tomàs d'Aquino, en especial amb la primera d'aquestes sobre el moviment, i també amb la cinquena.
Alguns estudiants de la càbala, el deisme i altres fes no antropomòrfiques, concorden amb la teoria del big-bang, connectant-la per exemple amb la teoria de la "retracció divina" (tzimtzum), com s'explica pel jueu Moisès Maimònides.
Alguns musulmans moderns creuen que l'Alcorà fa un paral·lel amb el big-bang en el seu relat sobre la creació, descrita així: "¿No veuen els no creients que els cels i la Terra van ser units en una sola unitat de creació, abans que nosaltres els separéssim a la força? Hem creat tots els éssers vius a partir de l'aigua". (Cap.: 21,Ver.: 30). L'Alcorà també sembla descriure l'Univers en expansió: "Hem construït el cel amb poder, i l'estem expandint" (Cap.: 52,Ver.: 47).
Algunes branques teistes de l'hinduisme, tals com les tradicions de Baishnava, conceben una teoria de la creació com a exemples narrats en el tercer llibre de la Bhagavata Purana. Principalment, en els capítols 10 i 26, en què es descriu un estat primordial que explota mentre el Gran Vishnu observa, transformant-se en l'estat actiu de la suma total de la matèria (prakriti).
El budisme té una concepció de l'Univers en què no hi ha un succés de creació. Tanmateix, no sembla que la teoria del big-bang entrés en conflicte amb aquesta, ja que existeixen formes d'obtenir l'Univers etern segons el paradigma. Un cert nombre de filòsofs Zen populars van estar interessats, en particular, en el concepte de l'Univers oscil·lant.

## Models cosmològics alternatius
Durant tot el segle xx, s'han proposat altres models cosmològics que no requereixen l'existència d'una gran explosió. La majoria no han estat acceptats per la gran majoria de la comunitat científica. Entre aquests, podem citar:
- La teoria de l'estat estacionari, desenvolupada el 1949 per Hermann Bondi i Thomas Gold[64] i Fred Hoyle.[65]
- La teoria de l'expansió còsmica en escala, desenvolupada la darreria del segle per Johan Masreliez, i que sembla que no ha tingut gens de rellevància en el món científic.